# Xổ số kiến thiết miền Bắc
Xổ số kiến thiết miền Bắc là loại hình xổ số do Nhà nước Việt Nam phát hành và thuộc sự quản lý của Bộ Tài chính Việt Nam. Phát hành lần đầu tiên vào năm 1962 bởi công ty Xổ số Kiến thiết Thủ đô, đây một trong ba loại hình xổ số phổ biến nhất hiện nay ở Việt Nam.

## Lịch sử
Trong hoàn cảnh hai miền Bắc - Nam bị chia cắt bởi chiến tranh, đời sống người dân khó khăn, ngân sách nhà nước khó khăn, hoạt động xổ số thí điểm tại Hà Nội cho kết quả khả quan so với kỳ vọng. Kết thúc vài đợt thí điểm tại những khu vực khác nhau, Ủy ban hành chính Hà Nội đã xin ý kiến của Chính phủ cùng các cơ quan liên quan để có thể chính thức phát triển xổ số trên địa bàn toàn miền Bắc.
Năm 1962, xổ số kiến thiết miền Bắc chính thức ra đời đặt nền móng cho sự phát triển của xổ số kiến thiết Việt Nam. Những tấm vé xổ số kiến thiết đầu tiên phát hành trong dịp tết cổ truyền dân tộc năm 1962. Quá trình Ủng hộ xổ số kiến thiết đã góp phần làm thay đổi cơ sở hạ tầng miền Bắc, dồn sức chi viện cho chiến trường miền Nam, đóng vai trò quan trọng trong công cuộc khắc phục hậu quả chiến tranh, xây dựng cơ sở hạ tầng nền kinh tế xã hội chủ nghĩa.
Đến trước năm 1993, thị trường kinh doanh xổ số khu vực miền Bắc phát hành phân tán, chồng chéo vé xổ số của một số công ty tự liên kết phát hành, cùng với vé xổ số phát hành độc lập của Công ty xổ số kiến thiết Thủ đô, công ty xổ số kiến thiết Hải Phòng, công ty xổ số kiến thiết Hà Tây… Thực tế này, phát sinh hiện tượng cạnh tranh, xâm lấn thị trường, gây nên tình trạng lộn xộn, mất uy tín của hoạt động kinh doanh xổ số trong khu vực.
Trong hội nghị tổng kết 10 năm hoạt động xổ số kiến thiết toàn quốc (1982-1992) tổ chức tại thành phố Huế - Thừa Thiên Huế, Nguyễn Sinh Hùng (giữ cương vị Thứ trưởng Bộ Tài chính) đã đề xuất ý tưởng về việc thành lập Hội đồng liên kết Xổ số kiến thiết miền Bắc và phát hành tờ vé thống nhất chung trong khu vực, đồng thời giao nhiệm vụ cho Công ty xổ số kiến thiết Thủ đô xây dựng kế hoạch thực hiện.
Ngày 7 tháng 5 năm 1993, Vụ cân đối Tài chính - Bộ Tài chính (nay là Vụ Tài chính các Ngân hàng và tổ chức Tài chính) chủ trì hội nghị giám đốc công ty xổ số kiến thiết 22 tỉnh, thành phố thuộc khu vực miền Bắc chính thức quyết định thành lập Hội đồng liên kết Xổ số kiến thiết miền Bắc và phát hành tờ vé thống nhất chung trong khu vực từ ngày 01 tháng 10 năm 1993 với tên gọi “Xổ số kiến thiết miền Bắc”. 
Tại thời điểm thành lập Hội đồng, các công ty chỉ kinh doanh một loại hình xổ số duy nhất là Xổ số truyền thống. Đến năm 1999, Hội đồng phát hành 4 loại hình: Xổ số truyền thống, Xổ số lô tô, Xổ số cào bóc biết kết quả ngay, Xổ số điện toán của công ty Xổ số Kiến thiết Thủ đô. Đến hết năm 2004, cơ chế liên kết phát hành một tờ vé “Xổ số kiến thiết miền Bắc” được thay thế bằng cơ chế thị trường chung. Theo cơ chế này, các công ty thành viên tự in và phát hành tờ vé xổ số của riêng công ty mình và phân phối sản phẩm trên thị trường chung khu vực miền Bắc.
Sau hơn 4 năm hoạt động theo cơ chế thị trường chung, hoạt động xổ số miền Bắc có sự chững lại. Cơ chế này bộc lộ một số khiếm khuyết được cho là không phù hợp với thị trường miền Bắc. Một số công ty thành viên đã phải ngừng phát hành loại hình Xổ số truyền thống vì nguy cơ không đảm bảo hiệu quả kinh doanh. Từ tháng 7 năm 2009, Hội đồng Xổ số kiến thiết miền Bắc quay trở lại cơ chế phát hành liên kết một tờ vé “Xổ số kiến thiết miền Bắc”.

## Quy định chung
Loại hình truyền thống hoạt động thông qua hình thức cho người chơi mua tấm vé sau khi chọn con số may mắn; sau khi đã chốt lượng vé số bán ra, ban tổ chức sẽ tiến hành quay số để tìm ra những người trúng thưởng với nhiều mức giải thưởng khác nhau từ lớn đến nhỏ.

### Người chơi
Người chơi phải có quốc tịch Việt Nam, người nước ngoài nhập cảnh hợp pháp tại Việt Nam và người có quốc tịch Việt Nam định cư ở nước ngoài. Người chơi phải từ 18 tuổi trở lên, có khả năng điều khiển hành vi.

### Nhận thưởng
Người chơi sau khi biết bản thân đã trúng thưởng có thể liên hệ trực tiếp với nhà đài phát sóng để nhận được phần thưởng trong thời gian sớm nhất. Khi trúng giải đảm bảo tờ vé còn nguyên vẹn trong vòng 30 ngày kể từ ngày phát hành, mang theo giấy tờ tùy thân cùng tấm vé đó đến công ty xổ số nhận giải.
Người trúng thưởng có thể yêu cầu công ty xổ số giữ bí mật mọi thông tin cá nhân của bản thân, có thể nhờ người khác nhận giải hộ nếu gặp trường hợp bất khả kháng trong thời gian trao thưởng, nhưng phải lập văn bản ủy quyền và có giấy xác nhận của chính quyền địa phương.
Các giải thưởng từ 10 triệu đồng phải nộp thuế thu nhập cá nhân là 10%.

## Quay thưởng
Xổ số miền Bắc mở thưởng vào tất cả các ngày trong tuần, trừ dịp lễ tết Nguyên Đán, đợt dịch bệnh, đợt chiến tranh... ảnh hưởng nghiêm trọng đến toàn xã hội.
Chương trình mở thưởng xổ số miền Bắc được truyền hình trực tiếp trên ON Movies vào lúc 18 giờ 15 phút (UTC+7) do 6 tỉnh/thành phố phía Bắc luân phiên mở thưởng. Mỗi ngày quay 1 đài duy nhất, tần suất mỗi ngày quay 1 lần/tuần chỉ riêng Hà Nội là 2 lần/tuần:
- Xổ số miền Bắc thứ 2, thứ 5: đài Hà Nội.
- Xổ số miền Bắc thứ 3: đài Quảng Ninh.
- Xổ số miền Bắc thứ 4: đài Bắc Ninh.
- Xổ số miền Bắc thứ 6: đài Hải Phòng.
- Xổ số miền Bắc thứ 7: đài Nam Định.
- Xổ số miền Bắc chủ nhật: đài Thái Bình.

Tuy mở thưởng tại các đài khác nhau, nhưng kết quả xổ số đều được quay chung tại Hà Nội, trừ trường hợp đặc biệt sẽ được Công ty Xổ số kiến thiết Thủ đô thông báo trên các kênh thông tin đại chúng

## Giải thưởng
Chương trình có hơn 88200 giải thưởng với nhiều mức khác nhau, tổng giá trị giải thưởng lên đến 10 tỉ đồng.
| Hạng              | Số lượng | Giá trị mỗi giải | Tổng giá trị       |
| ----------------- | -------- | ---------------- | ------------------ |
| Giải Đặc biệt     | 8        | 500.000.000 VND  | 4.000.000.000 VND  |
| Giải phụ Đặc biệt | 12       | 25.000.000 VND   | 300.000.000 VND    |
| Giải Nhất         | 20       | 10.000.000 VND   | 200.000.000 VND    |
| Giải Nhì          | 40       | 5.000.000 VND    | 200.000.000 VND    |
| Giải Ba           | 120      | 1.000.000 VND    | 120.000.000 VND    |
| Giải Tư           | 800      | 400.000 VND      | 320.000.000 VND    |
| Giải Năm          | 1.200    | 200.000 VND      | 240.000.000 VND    |
| Giải Sáu          | 6.000    | 100.000 VND      | 600.000.000 VND    |
| Giải Bảy          | 80.000   | 40.000 VND       | 3.200.000.000 VND  |
| Giải Khuyến khích | 20.000   | 40.000 VND       | 800.000.000 VND    |
| Tổng cộng:        | 88.200   | 88.200           | 10.000.000.000 VND |